# Bezjitsa

Bezjitsa (ryska Бежица) är ett distrikt (Bezjitskij rajon) i Brjansk i västra Ryssland. Folkmängden uppgick till 153 131 invånare i början av 2015.
Bezjitsa var förr en egen stad. 1926 fanns här 32 121 invånare, och 1939 hade folkmängden ökat till 82 331 invånare. Staden dominerades av en fabrik för tillverkning av ångpannor, järnvägsvagnar och lantbruksmaskiner, och i början av 1930-talet fanns här 13 000 arbetare.